# ذفرة ندية الأوراق
ذفرة ندية الأوراق (الاسم العلمي:Cleome droserifolia) هي نوع من النباتات تتبع جنس الذفرة من الفصيلة الذفرية.